# Puchar Wysp Owczych w piłce nożnej (2011)
W roku 2011 odbyła się 56. edycja Pucharu Wysp Owczych (far. Løgmanssteypið), imprezy piłkarskiej organizowanej na tym archipelagu od 1955 roku. Rozgrywki te składały się z kilku etapów:
- Runda wstępna (bierze udział sześć drużyn, w tym trzy z niższej ligi niż druga w sezonie 2011),
- Runda eliminacyjna (bierze udział szesnaście drużyn, w tym trzy awansowane z rundy wstępnej),
- Ćwierćfinał (bierze udział osiem zwycięskich drużyn z poprzedniej rundy),
- Półfinały (bierze udział cztery zwycięskie drużyny z poprzedniej rundy, są to tzw. dwumecze),
- Finał

## Przebieg

### Runda wstępna
W rundzie wstępnej wzięły udział następujące drużyny: TB Tvøroyri (1.deild), Skála ÍF (1.deild), MB Miðvágur (2.deild), FF Giza (3.deild), Undrið FF (3.deild), Royn Hvalba (3.deild). Całość odbyła się 20 marca 2010, na stadionach w: Skáli, Tórshavn oraz Tvøroyri.
| 26 marca 2011 13:00 CET | Skála ÍF · Jákup Johansen 3', 30' · Erland Berg Danielsen 17' (k), 69' · Jóhannus Mikkelsen 45' · Edvin Jacobsen 65' · Martin Olsen 90' | 7:2(4:1) | Royn Hvalba · 45' Bjarni á Hólalagi · 59' Jónar Holm  | Mýruhjalla, Skáli Widzów: 100 Sędzia: Kári á Høvdanum |
|                         | kartki: · Suni Ernstsson 42' · Erland Berg Danielsen 85'                                                                                |          | kartki: · 58' Poul Poulsen · 59' Allan Sveinbjørnsson |                                                       |

| 26 marca 2011 15:00 CET | TB Tvøroyri · Rógvi Joensen 11' · Tórur Mortensen 23' (k.) | 2:0(2:0) | FF Giza | Sevmýri, Tvøroyri Sędzia: Sólfinn Gudmundsen |
|                         | kartki: · Martin Tausen 69' · Tórur Mortensen 89'          |          |         |                                              |

| 26 marca 2011 16:30 CET | Undrið FF · Marius Nystrøm Hansen 18' · Leon Bjartalíð 58' · Guttormur Patursson 75' · Esmar Æðustein Poulsen 77' · Christian Vilhelm Jacobsen 81' (k) · Kristoffur Vidtfeldt 90' (sam.) | 6:0(1:0) | MB Miðvágur | Gundadalur, Tórshavn Sędzia: John Eystberg |
|                         | |          |             |                                            |

### Runda eliminacyjna
W rundzie eliminacyjnej wzięły udział następujące drużyny: 07 Vestur, AB Argir, B36 Tóshavn, B68 Toftir, B71 Sandoy, EB/Streymur, FC Hoyvík, FC Suðuroy, HB Tórshavn, ÍF Fuglafjørður, KÍ Klaksvík, Skála ÍF, TB Tvøroyri, Undrið FF oraz Víkingur Gøta. Całość odbyła się 2 i 3 kwietnia 2010, na stadionach w: Argir, Fuglafjørður, Klaksvík, Runavík, Sørvágur, Toftir oraz Tórshavn.
Na stadionach w tej rundzie zasiadało średnio około 391 widzów. Najwięcej zebrało się ich podczas meczu B36 Tórshavn - EB/Streymur (1500), a najmniej w czasie spotkań: B68 Toftir - FC Hoyvík oraz AB Argir - TB Tvøroyri (po 100).
| 2 kwietnia 2011 15:00 CET | B68 Toftir · Ibrahima Camara 6' · Dánjal Pauli Højgaard 12', 66' (k.) · André Olsen 27' · Ndende Adama Guéye 78' | 5:0(3:0) | FC Hoyvík                                          | Svangaskarð, Toftir Widzów: 100 Sędzia: Dagfinn Forná |
|                           | kartki: · Dánjal Pauli Højgaard 44' · Remi Langgaard 55'                                                         |          | kartki: · 41' Ronni Hansen · 65' Predrag Stanković |                                                       |

| 2 kwietnia 2011 15:00 CET | 07 Vestur · Holgar Durhuus 37' · Badara Diedhiou 53' · Tamba Yarjah 69' | 3:0(1:0) | FC Suðuroy | Á Dungasandi, Sørvágur Widzów: 200 Sędzia: Rúni Gaardbo |
|                           | kartki: · Clayton Nascimento 80' · Tamba Yarjah 83'                     |          |            |                                                         |

| 2 kwietnia 2011 15:00 CET | ÍF Fuglafjørður · Teitur Joensen 20' (sam.) · Bartal Eliasen 54', 56' (k.), 73' · Høgni Zachariassen 83' (87) | 6:0(1:0) | Skála ÍF                     | Fløtugerði, Fuglafjørður Widzów: 310 Sędzia: Rói Jacobsen |
|                           | kartki: · Bartal Eliasen 35' · Frank Poulsen 67' · Høgni Zachariassen 76'                                     |          | kartki: · 31' Teitur Joensen |                                                           |

| 2 kwietnia 2011 15:00 CET | NSÍ Runavík · Klæmint A. Olsen 40' · Einar Hansen 42'                        | 2:0(2:0) | B71 Sandoy                                             | Við Løkin, Runavík Widzów: 175 Sędzia: Alex Troleis |
|                           | kartki: · Christian Høgni Jacobsen 27' · Einar Hansen 30' · Jens Joensen 83' |          | kartki: · 64' Bjørgfinnur Winther · 72' Bogi Hermansen |                                                     |

| 2 kwietnia 2011 16:00 CET | HB Tórshavn                                        | 0:2(0:0) | Víkingur Gøta · 84' Finnur Justinussen · 90' Kaj Leo í Bartalsstovu | Gundadalur, Tórshavn Widzów: 500 Sędzia: Eiler Rasmussen |
|                           | kartki: · Jógvan Rói Davidsen 28' · Rógvi Holm 76' |          | kartki: · 7' Erling Jacobsen · 29' Símun Hansen                     |                                                          |

| 2 kwietnia 2011 17:00 CET | Undrið FF                                                                               | 0:2(0:1) | KÍ Klaksvík · 13' Høgni Madsen · 67' (sam.) Øssur Jacobsen | Injector Arena, Klaksvík Widzów: 245 Sędzia: Bárður Mortensen |
|                           | kartki: · Marius Nystrøm Hansen 40' · Rúni Hvannastein 57' · Esmar Æðustein Poulsen 82' |          |                                                            |                                                               |

| 2 kwietnia 2011 18:00 CET | AB Argir · Alex Mellemgaard 32'                                           | 1:0(1:0) | TB Tvøroyri | Vika Stadium, Argir Widzów: 100 Sędzia: Georg Rasmussen |
|                           | kartki: · Nicolaj Eriksen 16' · Gunnar Haraldsen 71' · Mortan Joensen 73' |          | kartki: · 14' Martin Tausen · 40' Tórur Mortensen · 48', 90' Jón Magnusarson · 67' Bárður Dimon · 73' Aron Sørensen |                                                         |

| 3 kwietnia 2011 15:00 CET | B36 Tórshavn                                       | 0:2(0:1) | EB/Streymur · 16' Pætur Dam Jacobsen · 90+4' Bárður Olsen            | Gundadalur, Tórshavn Widzów: 1500 Sędzia: Petur Reinert |
|                           | kartki: · Kenneth Jacobsen 11' · Símun Joensen 90' |          | kartki: · 2' Marni Djurhuus · 20' Pætur Dam Jacobsen · 51' Egil á Bø |                                                         |

### Ćwierćfinały
W ćwierćfinałach wezmą udział następujące drużyny: 07 Vestur, AB Argir, B68 Toftir, EB/Streymur, ÍF Fuglafjørður, KÍ Klaksvík, NSÍ Runavík oraz Víkingur Gøta. Całość odbędzie się 4 maja 2010, na stadionach w: Fuglafjørður, Norðragøta, Runavík oraz Sørvágur.
| 4 maja 2011 | 07 Vestur | 1:0 | KÍ Klaksvík | Á Dungasandi, Sørvágur |
|             |           |     |             |                        |

| 4 maja 2011 | Víkingur Gøta | 2:2 k. 2:4 | B68 Toftir | Serpugerði, Norðragøta |
|             |               |            |            |                        |

| 4 maja 2011 | ÍF Fuglafjørður | 7:1 | AB Argir | Fløtugerði, Fuglafjørður |
|             |                 |     |          |                          |

| 4 maja 2011 | NSÍ Runavík | 0:3 | EB/Streymur | Við Løkin, Runavík |
|             |             |     |             |                    |

### Finał
| 5 sierpnia 2011 18:00 CET |  | – |  | Injector Arena, Klaksvík |
|                           |  |   |  |                          |